# لوون ایستسکی
لوون نیکلایی ایستسکی (ارمنی: Լևոն Նիկոլայի Իսեցկի؛  دسامبر ۱۸۸۸ – ۱۰ مهٔ ۱۹۴۶) یک خواننده اپرا اهل ارمنستان بود. وی بین سال‌های - تا - میلادی فعالیت می‌کرد.

## زندگی‌نامه
وی با نام اصلی لوون نیکلایی تر-هوهانیسیان (ارمنی: Լևոն Նիկոլայի Տեր-Հովհաննիսյան) در دسامبر ۱۸۸۸ در تفلیس به دنیا آمد .  وی همچنین برندهٔ جوایزی همچون نشان پرچم سرخ کار، نشان برجسته افتخار، هنرمند شایسته ارمنستان شوروی (۱۹۳۴)، هنرمند افتخاری گرجستان شوروی (۱۹۳۲)، هنرمند مردمی گرجستان شوروی (۱۹۴۳) شده است. وی در ۱۰ مهٔ ۱۹۴۶ در سن ۵۷ سالگی در تفلیس درگذشت.